# Oligolepis keiensis
Oligolepis keiensis är en fiskart som först beskrevs av Smith, 1938.  Oligolepis keiensis ingår i släktet Oligolepis och familjen smörbultsfiskar. IUCN kategoriserar arten globalt som livskraftig. Inga underarter finns listade i Catalogue of Life.